# سعود بن نايف بن عبد العزيز آل سعود
سعود بن نايف بن عبد العزيز آل سعود (1375هـ / 1956 -) أمير المنطقة الشرقية منذ 2013، وهو الابن الأكبر للأمير نايف بن عبد العزيز ولي العهد السعودي السابق من زوجته الأميرة الجوهرة بنت عبد العزيز بن مساعد بن جلوي،  وكان أيضا رئيس ديوان ولي العهد والمستشار الخاص له و مستشار النائب الثاني لرئيس مجلس الوزراء ومساعد وزير الداخلية للشؤون العامة سابقاً.

## تعليمه
تلقى تعليمه الابتدائي والمتوسط والثانوي في معهد العاصمة النموذجي بالرياض. وبعد حصوله على شهادة الثانوية العامة سافر إلى الولايات المتحدة الأمريكية لإكمال دراسته الجامعية، فالتحق بجامعة بورتلاند في ولاية أوريجون، ومنها حصل على درجة البكالوريوس في الاقتصاد.

## مناصبه
- عمل في القطاع الخاص لعدة سنوات، عين بعد ذلك نائباً للرئيس العام لرعاية الشباب عام 1986م؛ ثم عاد للقطاع الخاص.[6]
- صدر أمر من خادم الحرمين الشريفين الملك فهد بن عبد العزيز آل سعود -رحمه الله- بتاريخ 4/11/1412هـ الموافق 6/5/1992م بتعيينه نائباً لأمير المنطقة الشرقية.
- صدر أمر من خادم الحرمين الشريفين الملك فهد بن عبد العزيز آل سعود -رحمه الله- بتاريخ 13/7/1424هـ بتعيينه سفيراً لخادم الحرمين الشريفين في أسبانيا، وهو عميد السلك الدبلوماسي العربي في أسبانيا منذ عام 2006م.[7]
- صدر أمر من خادم الحرمين الشريفين الملك عبد الله بن عبد العزيز آل سعود بتاريخ 2/8/1432هـ الموافق لـ3/7/2011 بتعيينه مستشاراً للنائب الثاني لرئيس مجلس الوزراء ومساعداً لوزير الداخلية للشؤون العامة بمرتبة وزير.[4]
- صدر أمر من خادم الحرمين الشريفين الملك عبد الله بن عبد العزيز آل سعود بتاريخ 9/12/1432هـ بتعيينه رئيساً ديوان ولي العهد ومستشاراً خاصاً له بمرتبة وزير.[3]
- صدر أمر من خادم الحرمين الشريفين الملك عبد الله بن عبد العزيز آل سعود بتاريخ 2/3/1434هـ بتعيينه أميراً المنطقة الشرقية.[1]
- شغل منصب نائب رئيس الهيئة العليا والمشرف العام على جائزة نايف بن عبد العزيز العالمية للسنة النبوية والدراسات الإسلامية المعاصرة.
- شغل منصب رئيس الهيئة العليا والمشرف العام على جائزة نايف بن عبد العزيز العالمية للسنة النبوية والدراسات الإسلامية المعاصرة.

## المشاركة في الندوات والمؤتمرات
- تمثيل المملكة في منتدى تحالف الحضارات الذي عقد في مدريد.
- افتتاح الأيام الثقافية العربية في الجامعة الأوروبية في مدريد.
- ندوة حول دور المملكة إقليمياً ودولياً عقدت في جامعة كومبلتنسي في مدريد.
- افتتاح الحلقة العلمية التي نظمتها جامعة نايف العربية للعلوم الأمنية في مدريد بالتعاون مع وزارة الداخلية الأسبانية.
- ندوة حول الخيارات الاقتصادية والاستثمارية في المملكة نظمها المنتدى الأوروبي في مدريد.
- حوار مع أساتذة وطلبة جامعة ديو ستو “بلباو” حول دور المملكة في المجتمع الدولي.
- المشاركة في المؤتمر العالمي لحوار الأديان في مدريد برعاية خادم الحرمين الشريفين .
- المشاركة في فعاليات الأيام الثقافية لدول مجلس التعاون الخليجي في أسبانيا.

## أسرته
زوجته
- الأميرة عبير بنت فيصل بن تركي بن عبد الله بن سعود آل سعود[8] - ابنة الأميرة لولوة بنت عبد العزيز آل سعود -

أبناؤه
- الأمير عبد العزيز بن سعود بن نايف آل سعود. متزوج من الأميرة موضي بنت أحمد بن عبد العزيز آل سعود وله من الأبناء الأمير نايف، الأمير أحمد، الأمير سعود، والأمير محمد.
- الأمير محمد بن سعود بن نايف آل سعود. كان متزوج من الأميرة مشاعل بنت سلطان بن عبد العزيز آل سعود ومتزوج من كريمة الأمير خالد بن فيصل بن سعد الأول بن عبد الرحمن آل سعود وله من الأبناء سعود
- بناته
- الأميرة جواهر بنت سعود بن نايف آل سعود. كانت متزوجة من الأمير عبد الرحمن بن بندر بن عبد العزيز آل سعود، ومتزوجة من الأمير نايف بن سلطان بن عبد العزيز آل سعود ولها من البنات الأميرة نوف، الأميرة علياء، والأميرة لولوة.
- الأميرة نورة بنت سعود بن نايف آل سعود. متزوجة من الأمير فيصل بن سعود بن عبد الله الفيصل بن عبد العزيز آل سعود ولها من الأبناء الأمير نايف، والأميرة هيا.
- الأميرة سارة بنت سعود بن نايف آل سعود.